# Vittoria Vecchini
Vittoria Vecchini (Isola della Scala, 13 gennaio 2002) è una rugbista a 15 italiana, tallonatrice del Valsugana.

## Biografia
Cresciuta nelle giovanili del Badia, nel 2019 fu costretta, per giocare, a trasferirsi a Ferrara a seguito della chiusura della sezione femminile del club.
Nel 2020 approdò a Padova al Valsugana, con il quale si mise in luce a livello nazionale e, con pochissime partite ufficiali alle spalle essendo i campionati all'epoca fermi a causa delle sospensioni dovute alla pandemia di COVID-19, esordì in maglia azzurra nel settembre 2021 contro la Scozia a Parma in un incontro valido per le qualificazioni alla Coppa del Mondo 2021.
Messa sotto contratto professionistico dalla Federazione Italiana Rugby in vista del campionato mondiale, si è laureata campione d'Italia nel 2022 con Valsugana e, successivamente, ha ricevuto la convocazione alla Coppa del Mondo, in programma in Nuova Zelanda con un anno di posticipo rispetto alla data originariamente prefissata.
Campione d'Italia ancora nel 2023, nel 2025 è stata convocata per la sua seconda Coppa del Mondo consecutiva.

## Palmarès
- Campionati italiani: 2
Valsugana: 2021-22, 2022-23